# Erste Bank (Magyarország)
Az Erste Bank Hungary Zrt. (röviden Erste Bank) egy magyarországi kereskedelmi bank, az osztrák Erste Group tagja, mely 1997-ben, az állami tulajdonban lévő Mezőbank megvásárlásával lépett a magyar piacra. A bank 1998. október 1-jétől Erste Bank Hungary néven működik és nyújt teljes körű pénzügyi szolgáltatásokat lakossági és vállalati ügyfelei számára.
Az Erste Bank Hungary ügyfeleit 98 fiókján, valamint 400 bankjegykiadó automatáján keresztül szolgálja ki; melyet kiegészítettek az Országos Takarékszövetkezeti Szövetségbe tartozó Takarékszövetkezetek és Bankok ATM-jei, ahol az Erstével megegyező kondíciókkal vehettek fel készpénzt az Erste betéti bankkártyával rendelkező ügyfelek. 

Leányvállalatain keresztül az Erste Bank Hungary a pénzügyi szolgáltatások teljes skáláját lefedi. Ügyfélszám, fiók- és ATM szám alapján az Erste Bank Hungary a magyar bankpiac három legnagyobb szereplője közé tartozik.

## Története

### A 19. században
Az Első Osztrák Takarékpénztár (németül: Die Erste österreichische Spar-Casse) 1819. október 4-én nyitotta meg kapuit Bécsben. Néhány évvel később, 1827-28-ban nyolc nagyvárosban (Pozsony, Nagyszombat, Érsekújvár, Győr, Zólyom, Szeged, Eszék és Varasd) hosszabb-rövidebb ideig tevékenykedő fiókintézetet nyitott, amelyek idővel elsorvadtak (az utolsó 1841-ben fejezte be működését).

### Mezőbank (1986–1997)
A magyarországi Erste Bank jogelődjét, a Mezőbankot 1986 decemberében 1400 mezőgazdasági szövetkezet alapította fejlesztési pénzintézetként. A társaság 1989. január 1-jétől kereskedelmi bankként működött. 1996. január 1-jén egyesült az Agrobank Rt.-vel.
A Mezőbank részvényeire a pályázat 1997. július 1-jén került kiírásra. A pályázatra meghívott befektetők közül (UnicBank, Bank Austria-GiroCredit, és Citibank) ketten adtak be érvényes pályázatot. A pályázat nyertese a GiroCredit Bank lett. A GiroCredit a megvásárlásra felajánlott részvényekért 170 %-os árfolyamot ajánlott, továbbá vállalta, hogy a bank jegyzett tőkéjét fél éven belül 4 milliárd Ft-tal megemeli. Privatizációja következtében 1997. november 12-én az osztrák GiroCredit Bank (ma Erste Csoport) szerezte meg a részvények 83,6%-át.

### 1997–2004

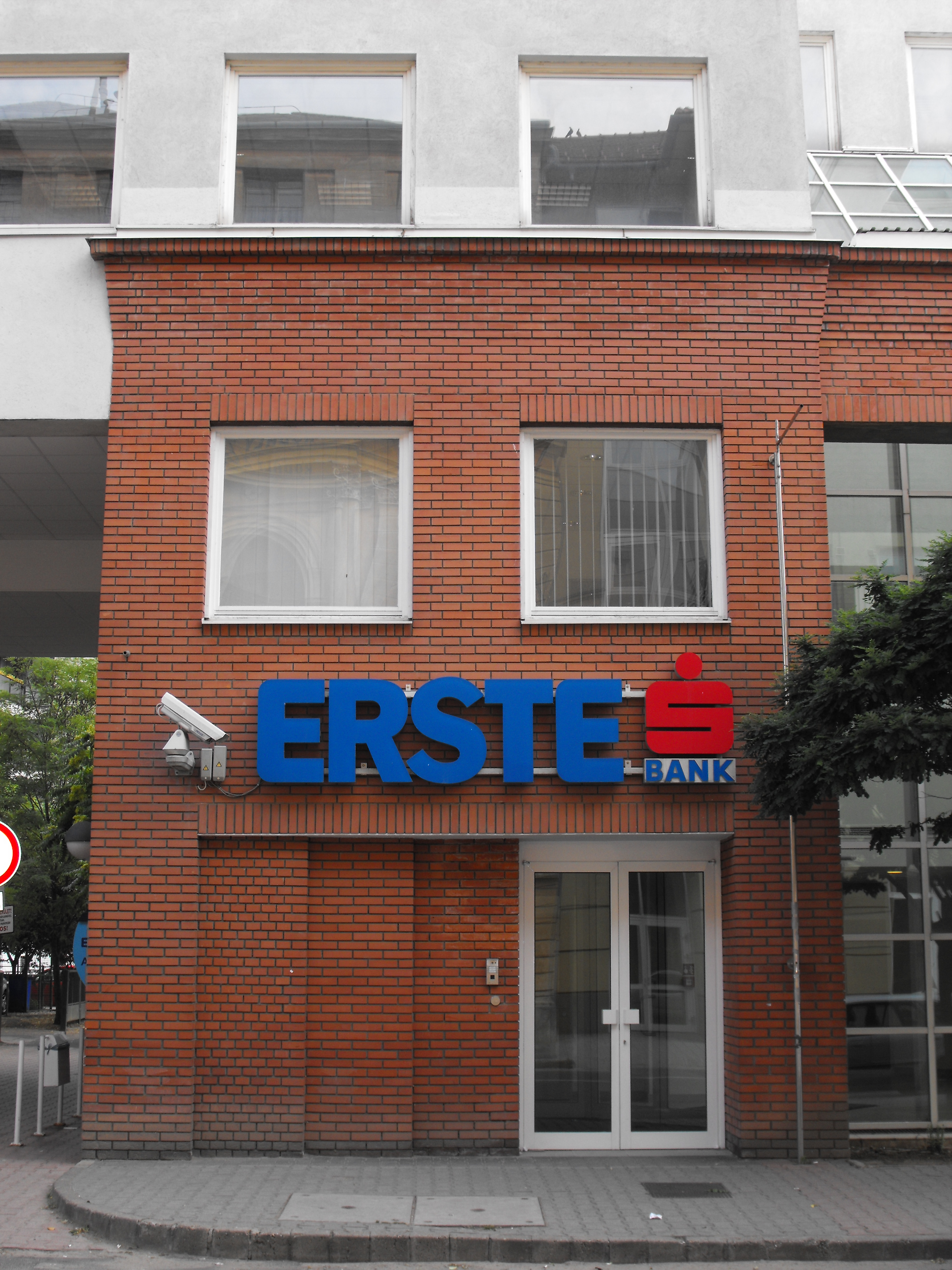
Az Erste Bank egyik debreceni fiókja

Az 1998. május 19-i közgyűlésen végrehajtott 3 milliárd Ft-os tőkeemelés révén – amely a névértéken felüli árfolyamon történő részvényjegyzés következtében egymilliárd forinttal növelte a tőketartalékot is – az Erste tovább emelte részesedését 93,94%-ra. 1998. október elsejétől névváltozás történt, a társaság új neve Erste Bank Hungary Rt. lett. A fő tulajdonos 1998 decemberében 2,8 milliárd, 2001 májusában 3 milliárd forintos tőkeemelést hajtott végre, így az Erste Bank der oesterreichischen Sparkassen AG tulajdoni aránya 99,48%-ra nőtt. A 2002. május 27-ei közgyűlésen a tulajdonosok újabb tőkeemelést szavaztak meg, melyre két részletben, 2002 júniusában és 2002 decemberében kerül sor, összesen 4 000 003 740 forint összegben.
Az Erste Bank 1999-ben 40%-os növekedést ért el a lakossági üzletágban. A vállalati üzletág szolgáltatásait 7 Kereskedelmi Centrumán keresztül nyújtotta, a stratégiájának középpontjában a kis- és középvállalatok álltak. Ellentétben a magyar bankszektorban tapasztalható csökkenő profitok tendenciájával, és az 1999-es év jelentős befektetései ellenére a bank 1999-ben 78 millió forintos adózás előtti profitot ért el.
A 2000-es évben a termékpaletta vonzó termékekkel bővült: lakossági oldalon a Rugalmas Betét, vállalati ügyfeleik körében pedig a Flexi Vállalati folyószámla aratott nagy sikert, továbbá a lakásépítési hitelek oldalán is új konstrukciókat fejlesztett ki a bank.
Az Erste Leasing Kft. megalapításával, valamint az Erste S Biztosító piacra lépésével az EBH pénzügyi palettája teljeskörűvé vált: az Erste Bank Befektetési Rt. és az ingatlanfinanszírozással foglalkozó Immorent-Hungary Lízing Rt. szolgáltatásai mellett már a leasing és biztosítási termékek is elérhetővé váltak.
A 2001-es évben a lakossági üzletág termékpalettája tovább bővült, a vállalati ügyfelek száma év végére meghaladta a 3300-at, a treasury üzletág egyre erősebb hangsúlyt fektetett az értékesítési tevékenységre, ennek következtében bevételeinek növekvő hányada innen származott. A bruttó hitelállomány meghaladta a 168 milliárd forintot, a betétállomány a 181 milliárd forintot.
2002 az Erste Bank történetének egyik legsikeresebb éve volt. Piaci pozíciója rendkívüli mértékben erősödött, a szolgáltatások és termékek palettája jelentősen bővült, és az Erste Bank márkanév az elsők közé került a magyarországi bankok ismertségi listáján. Az Erste Bank 2002. évi pénzügyi adatai magukért beszélnek.[forrás?] Minden piaci szegmensben egyre javuló eredményességi mutatók mellett folyamatosan növekedtek a bank piaci részarányai. Összességében 47,5%-os növekedést produkált az Erste Bank Hungary Csoport, amely a magyarországi banki növekedési átlag több mint duplája. Az Erste Bank mérlegfőösszege alapján a nyolcadik helyre lépett elő a magyar bankok listáján.
A bank a 2003-as esztendőben mind a lakossági, mind a vállalati üzletágban rendkívüli eredményeket ért el. Az EBH csoport leányvállalatai nemcsak az univerzális banki szolgáltatásokkal szemben támasztott általános elvárásoknak feleltek meg, hanem egyes területeken a teljes magyar piac viszonylatában is a legjobbak közé tartoztak: az Erste Bank Befektetési Rt. – immáron 4. alkalommal – nyerte el az Euromoney: „Legjobb külföldi tulajdonú Brókercég Magyarországon” címet; az Erste Bank Nyugdíjpénztárába 2003 első félévében ötször annyian léptek be, mint 2002 egész évében, a 39 000 fős taglétszámával az egyik legdinamikusabban növekvő nyugdíjpénztárrá nőtte ki magát.

### 2004–2009

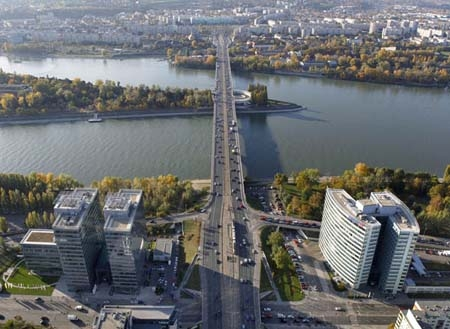
Balra a Duna Tower, jobbra az Erste 2006-ban átadott székháza, a Europe Tower Budapesten, az Árpád híd pesti hídfőjénél

Az Erste Bank der oesterreichischen Sparkassen AG 2003 év végén megvásárolta a Postabank és Takarékpénztár Rt. 99,97%-os állami részvénycsomagját, majd 2004-ben a Postabank és Takarékpénztár Rt. beolvadt az Erste Bankba. A Cégbíróság 2004. augusztus 31-én jegyezte be az Erste Bank Hungary Rt. és a Postabank és Takarékpénztár Rt. egyesülését. Az egyesített bank azóta Erste Bank Hungary Rt. néven működik tovább, 2006-ban pedig Erste Bank Hungary Nyrt-re változtatta nevét.
A 2006-os év a magyar Erste csoportnál az értékesítés éve volt, és a bankcsoport ennek megfelelő eredményt ért el a félidőben. A Magyar Postával kötött együttműködés alapján több mint 300 postahivatalban érhető el az online banki rendszer, melynek segítségével a postahivatalokon keresztül a kistelepüléseken élőket és az alacsonyabb jövedelmű rétegeket is eléri a bank. Az alternatív csatornák számát emellett az [origo] portálon működtetett [origo] klikkbank is szélesíti, amely önálló internet bankként a fiatalabb rétegeket célozza meg, és amelyen keresztül a banki termékek nagy része elérhető.
2006. július 26-ától ingatlanlízinggel bővült az Erste Bank Csoport tevékenysége Magyarországon, miután a Cégbíróság 2006. július 18-án bejegyezte az Erste Ingatlanlízing Zrt.-t. Az Erste Bank Hungary Nyrt. 98%-os tulajdonában lévő, 50 millió forint jegyzett tőkével rendelkező társaság kezdetben új lakások lízingjével kíván foglalkozni, ám a későbbiekben használt lakások és vállalkozások ingatlanszerzésének finanszírozását, valamint külföldi magánszemélyek, illetve mikro- és kisvállalatok részére a lakás és üzlethelyiség lízingelésének elindítását is tervezi. A konstrukció Magyarországon épülő új lakásokra vehető igénybe és kiterjed a teremgarázs, valamint a tároló finanszírozására is. A termék elsősorban a stabil jövedelemmel, de kevés megtakarítással rendelkező pályakezdő fiatalok, az albérletben élők, a nagyobb lakásba átköltözők, valamint a bérbeadási céllal vásárló befektetők számára lehet vonzó.
2006 decemberében az Erste Bank megvásárolta az ING Bank privátbanki portfólióját.

### 2010–2020
2010. december 17-én nyilvánosan működő részvénytársaságból zártkörűen működő részvénytársaság lett.
2012. augusztus 9-én az Erste Bank bejelentette, hogy az Erste Befektetési Zrt. közösen átveszik a BNP Paribas Magyarországi Fióktelepének Wealth Management üzletágát. A tranzakció mintegy 400 ügyfél közel 60 milliárd forintnyi vagyonának kezelését érintette. A tranzakció lezárására 2012 novemberében került sor.
2015. szeptember 2-án a Citibank Europe plc megállapodást írt alá az Erste Bankkal, valamint az Erste Befektetési Zrt.-vel a Citibank magyarországi lakossági üzletágának értékesítéséről. Az értékesítés magában foglalta a Citibank lakossági betéti- és befektetési-, személyi hitel-, hitelkártya, valamint a mikrovállalatokat kiszolgáló (CitiBusiness) üzletágait, továbbá a lakossági üzletág alkalmazottainak átvételét is. Az átvételre 2017. február 4-én került sor.
2016. június 20-án a Corvinus Nemzetközi Befektetési Zrt. (a Magyar Állam részéről) és az Európai Újjáépítési és Fejlesztési Bank (EBRD) az Erste Bank Hungary Zrt.-ben történő 15-15 százalékos részvény adásvételéről szóló keret-megállapodásokat írtak alá az Erste Group Bank AG-val.
2016 decemberében az Erste Bank-ot választották meg az év Ingatlan Finanszírozó bankjának a Construction & Investment Journal (CIJ) Awards Hungary 2016 díjátadó ünnepségén.
2019. október 4-én ünnepelte megalapításának 200. évfordulóját az Erste Bank anyavállalata, az osztrák Erste Csoport. Az Erste Csoport elődjét 1819. október 4-én, Bécsben alapították Erste Oesterreichische Spar-Casse (Első Osztrák Takarékpénztár) néven.

### 2021–
2021. február 8-tól a lakossági ügyfelek számára elérhetővé vált az Erste Bank digitális platformja, a George. Az Erste Csoport 2012-ben kezdte el fejleszteni a platformot Ausztriában, majd folyamatos fejlesztések mellett tette elérhetővé a megoldást szerte Kelet-Közép-Európában (2015-ben Ausztriában, 2017-ben Csehországban és Szlovákiában, 2018-ban Romániában, 2020-ban Horvátországban és 2021-ben Magyarországon).
2021. december 17-én az Erste Bank Hungary Zrt. és a Commerzbank AG megállapodott a Commerzbank magyarországi leányvállalatának értékesítéséről. A tranzakció 2022 december első hétvégéjén zárult, melynek keretein belül az Erste Bank integrálta a Commerzbank magyarországi leányvállalatát.

## Tulajdonosai
Jelenlegi tulajdonosi hányad (2023 novembere óta):
- 100%: Erste Group

(Korábban, 2016–2023 a Corvinus Nemzetközi Befektetési Zrt. és az Európai Újjáépítési és Fejlesztési Bank (EBRD) 15–15%-os részedéssel bírt.)

## Fő tevékenységi körei
- betétgyűjtés és hitelezés
- pénzügyi szolgáltatások
- nem banki jellegű pénzügyi szolgáltatások

## Vezérigazgatói
- Dr. Kabai Gyula: 1989. április 27. – 1998. május 19.
- Árkai Gábor: 1998. május 19. – 1999. december 31.[19]
- Kisbenedek Péter: 2000. november 16. – 2006. december 31.[20]
- Papp Edit: 2007. január 1. – 2011. május 31[21]
- Jelasity Radován: 2011. június 1. – [22]

## Leánybankok az alábbi országokban találhatók
- Ausztria (ERSTE und SPARKASSE)
- Magyarország (ERSTE)
- Csehország (ČESKÁ)
- Szlovákia (SLOVENSKÁ)
- Horvátország (ERSTE)
- Szerbia (ERSTE)
- Románia (BCR)